# ایلیا ایهوا
ایلیا ایهوا (انگلیسی: Élie Ehua؛ زادهٔ ۱۶ ژانویهٔ ۱۹۹۲) بازیکن فوتبال اهل فرانسه است.